# Atticus Ross
Atticus Matthew Cowper Ross (ur. 16 stycznia 1968 w Londynie) – brytyjski muzyk, kompozytor i producent muzyczny. Wspólnie z Trentem Reznorem laureat Oscara za najlepszą muzykę filmową za ścieżkę dźwiękową do filmu The Social Network. Od 2000 roku pracuje w Stanach Zjednoczonych. Założyciel grupy muzycznej 12 Rounds, członek grupy How to Destroy Angels, a od 2016 roku Nine Inch Nails.